# Sommer-Paralympics 2012/Teilnehmer (Bermuda)
| stlisierte Goldmedaille | stlisierte Silbermedaille | stlisierte Bronzemedaille |
| ----------------------- | ------------------------- | ------------------------- |
| —                       | —                         | —                         |

Bermuda entsendete mit der Leichtathletin Jessica Cooper Lewis eine Sportlerin zu den Paralympischen Sommerspielen 2012 in London. Diese nahm an den Wettkämpfen 100-Meter-, 200-Meter- und 400-Meter-Lauf der Frauen T53 teil, wobei sie in allen Wettbewerben jeweils den achten Platz von acht Teilnehmerinnen errang.

## Teilnehmer nach Sportart

### Leichtathletik
Männer:
- Jessica Cooper Lewis